# Bo Sjöberg
Bo Arvid Johan Y:son Sjöberg, född 20 augusti 1915 i Stockholm, död där 30 januari 1994, var en svensk målare, tecknare och grafiker.
Han var son till kaptenen Yngwe Sjöberg och Dagmar Bergqvist och från 1939 gift med Ester Kolthoff. Sjöberg studerade konsthistoria vid Stockholms högskola 1934–1936 men övergick till målarstudier först vid Edward Berggrens målarskola 1936–1937 och därefter vid Otte Skölds målarskola i Stockholm innan han bedrev självstudier under resor till bland annat England, Frankrike, Belgien, Spanien och Nederländerna. Separat ställde han ut på bland annat Galerie S:t Lukas i Stockholm 1942, Norrköping 1944, Galerie Moderne i Stockholm 1949, Galerie Æsthetica 1964. Tillsammans med Anna-Lisa Bringfelt och Nils Bringfelt ställde han ut på Göteborgs konsthall 1946 och tillsammans med Gerry Eckhardt och Sven Skald i Värnamo 1955 samt tillsammans med C Andersson i Ljungby 1964. Han medverkade sedan mitten av 1950-talet i utställningar arrangerade av Östgöta konstförening. Sjöberg är representerad vid Norrköpings konstmuseum, Östergötlands museum, Hallands konstmuseum, Kalmar konstmuseum och Kalmar läns museum.